# Krnjenje
Krnjenje je postopek, ki se uporablja v jezikovnih tehnologijah, predvsem v rudarjenju besedil, in posamezni besedi odreže končnico, s čimer dobi krn besede (npr. krn besede "hoditi" je "hodi"). V nekaterih jezikih, npr. angleškem, je uporaben kot hitrejša, preprostejša (in s tem cenejša) alternativa za zahtevnejši postopek lematizacije.